# بالسفلد
بالسفلد (به آلمانی: Balesfeld) یک شهر در آلمان است که در بیتبورگ-پروم واقع شده‌است. بالسفلد ۲۰۹ نفر جمعیت دارد.